# Александровский пассаж (Казань)
Александровский Пассаж (тат. Александров пассажы) — крупное и оригинальное историческое здание в Казани, городская достопримечательность. Один из немногих пассажей в России. Построен в 1880—1883 годах.
По проекту К. К. Лыгина здание возводил петербургский архитектор Генрих Бернардович Руш по заказу купца Александрова.
Здание сочетает элементы модерна и необарокко.
Владелец продал его своей сестре О. С. Александровой-Гейнс, а та подарила здание городу для размещения в нём музея. Однако для городского музея здание оказалось непригодным и здесь разместили меблированные комнаты и магазины. К концу советского периода здание оказалось в состоянии, близком к аварийному. Из-за ослабевших грунтов произошло проседание его северного угла. Ввиду технической сложности реконструкции и тяжёлого экономического положения до и после распада СССР, было предпринято только укрепление фундамента, а восстановление здания затянулось и выполнено пока не полностью.
Главный вход (на ул. Кремлёвскую) акцентирован на высоту 2 этажей портиком с двумя скульптурными фигурами кариатид. Фасады оформлены эклектичным архитектурным декором с преобладанием барочно-ренессансных элементов. Главный купол фасада украшен часами. Интерьеры здания украшены фигурами людей, изображениями масок лиц, лепными украшениями. В середине центрального здания находится светильник — бронзовая статуя женщины, держащей за руку младенца. Некоторое недавнее время окраска здания имела розовые тона, в настоящее время общий тон — изначальный светло-серый с цветовым выделением отдельных элементов.
Пассаж изначально занимал целый квартал, образованный улицами Воскресенкой, Петропавловской, Почтамтской и Черноозёрским бульв. (совр. Кремлёвская, Мусы Джалиля, Лобачевского и Дзержинского). Но позднее, часть торгового квартала, выходящая на угол Воскресенки и Почтамтской, была утрачена. Здесь возвели Чернояровский пассаж.